# Taras Filippow
Taras Filippowicz Filippow (ros. Тарас Филиппович Филиппов, ur. 6 lutego?/18 lutego 1899 we wsi Tarkino w guberni smoleńskiej, zm. 23 marca 1974) – funkcjonariusz radzieckich organów bezpieczeństwa, generał porucznik.

## Życiorys
Od 1919 w RKP(b), od 1920 w wojskach pogranicznych i wewnętrznych Czeki, następnie GPU i NKWD. Od listopada 1936 do sierpnia 1939 p.o. szefa Wydziału IV Zarządu Kadr Wojsk Pogranicznych NKWD Kraju Dalekowschodniego i szef Wydziału II Sztabu Wojsk NKWD Kraju Dalekowschodniego, od sierpnia 1939 do kwietnia 1943 szef 60 Morskiego Oddziału Pogranicznego na Kamczatce, 4 czerwca 1940 mianowany generałem majorem. Od 9 kwietnia do 19 lipca 1943 zastępca szefa Głównego Zarządu Wojsk Pogranicznych NKWD, od 19 lipca 1943 do 31 grudnia 1946 szef Zarządu Wojsk NKWD/MWD ds. ochrony kolei, od 8 kwietnia 1944 generał lejtnant. Od 31 grudnia 1946 do 8 marca 1947 zastępca szefa Zarządu Wojsk MWD ds. ochrony szczególnie ważnych obiektów przemysłowych i kolejowych, od 8 marca 1947 do 29 października 1949 szef Głównego Zarządu MWD ds. Jeńców Wojennych i Internowanych, od 29 października 1949 do 14 marca 1953 szef Zarządu MWD obwodu leningradzkiego. Od 14 marca 1953 do 29 marca 1954 szef Głównego Zarządu Ochrony Wewnętrznej MWD ZSRR, od 29 marca do 3 maja 1954 p.o. szefa, następnie do marca 1955 szef Głównego Zarządu Ochrony Wewnętrznej/Głównego Zarządu Ochrony Wewnętrznej i Konwojowej MWD ZSRR. Od 11 marca 1955 do 24 marca 1956 zastępca ministra spraw wewnętrznych ZSRR ds. milicji i równocześnie od marca 1955 do 4 kwietnia 1956 szef Głównego Zarządu Milicji MWD ZSRR. Od 29 czerwca 1956 do 11 listopada 1957 zastępca szefa Wojskowego Instytutu MWD/KGB ds. pracy naukowej.